# Associazione Calcio S.A.I.C.I. Torviscosa 1951-1952
Questa voce raccoglie le informazioni riguardanti l'Associazione Calcio S.A.I.C.I. Torviscosa nelle competizioni ufficiali della stagione 1951-1952.

## Rosa
| N. |                   | Ruolo | Calciatore       |
| -- | ----------------- | ----- | ---------------- |
|    | Italia (bandiera) | A     | Baldassi         |
|    | Italia (bandiera) | C     | Battistutta      |
|    | Italia (bandiera) | A     | Cester           |
|    | Italia (bandiera) | A     | Franco Da Prat   |
|    | Italia (bandiera) | D     | Del Fabbro       |
|    | Italia (bandiera) | P     | Ranieri Galluzzo |

| N. |                   | Ruolo | Calciatore        |
| -- | ----------------- | ----- | ----------------- |
|    | Italia (bandiera) | A     | Michele Helmersen |
|    | Italia (bandiera) | C     | Marangoni         |
|    | Italia (bandiera) | A     | Novello           |
|    | Italia (bandiera) | C     | Sandrin           |
|    | Italia (bandiera) | D     | Zaninello         |